# ČSD-Baureihe T 211.0
Die ČSD-Baureihe  T 211.0 (ab 1988: Baureihe 700) waren dieselmechanische Rangierlokomotiven der Tschechoslowakischen Staatsbahn ČSD.

## Entwicklung
Neben dem Bau von Dampflokomotiven wurde ab 1953 bei ČKD diese Lokomotive konstruiert. Im Jahr 1956 wurde ein Prototyp an die ČSD geliefert. Das Aussehen dieser einfachen Konstruktion, die leichte Bedienung und die Instandhaltung überzeugten. So wurden von 1957 bis 1961 in verschiedenen Werken insgesamt 835 Exemplare produziert.
Die Lokomotive wurde für den leichten Rangierdienst und den Verschub in Depots sowie als leichte Werklokomotive verwendet. Als Leistungsquelle wurde der LKW-Dieselmotor Tatra 111 A gewählt, die Leistungsübertragung besorgte das bei dem Triebwagen M 131.1 bewährte Mylius-Getriebe.
Außer für die ČSD wurde diese Lokomotive für verschiedene Betriebe und in den Export (DDR, China, Bulgarien, Ägypten, UdSSR, Polen, Rumänien, Albanien, Irak, Indien und Ungarn) in den verschiedensten Ausführungen geliefert.
Innerhalb dieser Baureihe gab es einige Abweichungen sowohl im Aussehen als auch in einigen technischen Details. So befinden sich bei einem Teil der Lokomotiven die Türen an der Seite des Führerhauses, bei der Mehrzahl ist der Einstieg von hinten. Alle Aufbauten der Lokomotive wurden konstruktiv so gestaltet, dass sie für verschiedene Spurweiten von 600 mm bis 1676 mm verwendet werden konnten.
Ein Großteil der Lokomotiven erhielt später neue Motoren mit 147 kW Leistung. Diese Rekonstruktion führte zur Einreihung in die Baureihe T 211.1. Die Lokomotiven mit Originalmotor wurden 1988 in die Baureihe 700, die rekonstruierten Maschinen in die Reihe 701 umgenummert.
Die Lokomotive T 211.0066 besitzt noch den Originalmotor TATRA 111 A. Sie fuhr bis 1992 in einem Prager Werk der ČSD und wurde dann in die Sammlung vom Eisenbahnmuseum Jaroměř aufgenommen.